# Eddie Bravo
Eddie Bravo (Califórnia, 15 de maio de 1970) é um instrutor de artes marciais americano, podcaster, comediante stand-up e músico. Após conquistar a faixa-preta em jiu-jitsu brasileiro em 2003, Bravo começou a ensinar seu próprio estilo de jiu-jitsu desenvolvido por ele mesmo e fundou a 10th Planet Jiu-Jitsu. Ele também é o criador do torneio de submission grappling Eddie Bravo Invitational (EBI) e das regras conhecidas como EBI ruleset. Bravo é um convidado recorrente dos podcasts The Joe Rogan Experience e Tin Foil Hat Podcast.

## Primeiros anos e educação
Edgar A. Cano nasceu em 15 de maio de 1970. Mais tarde, ele mudou legalmente seu sobrenome para Bravo, o sobrenome de seu padrasto. Ambos os pais biológicos são mexicanos. Durante a infância, Bravo se interessou por música e começou a tocar bateria e violão. Ele formou várias bandas com o objetivo de se tornar um músico famoso. Bravo também desenvolveu interesse por esportes, jogando futebol americano e integrando a equipe de wrestling de sua escola.
Em 1991, Bravo mudou-se para Hollywood, Califórnia, para seguir carreira na música, e formou uma banda chamada Blackened Kill Symphony. Ele fez matrícula em uma academia, pois queria evitar "parecer um desleixado" durante as apresentações, mas só foi ao local duas vezes. Depois disso, começou a praticar caratê. Em 1994, após assistir Royce Gracie vencer um evento do Ultimate Fighting Championship (UFC), Bravo decidiu se tornar praticante de jiu-jitsu brasileiro, iniciando os treinos com Jean Jacques Machado. Bravo também frequentou uma academia de Jeet Kune Do entre 1996 e 1998.

## Jiu-jitsu brasileiro
Em 1998, Bravo decidiu parar de frequentar outras escolas de artes marciais para se dedicar exclusivamente ao jiu-jitsu brasileiro. Por volta desse período, ele recebeu a faixa azul e começou a desenvolver formas de finalizar adversários com o "Twister", uma chave de coluna específica usada como finalização. Em 1999, Bravo foi graduado à faixa roxa e começou a desenvolver sua guarda característica, conhecida como rubber guard.
Em 2003, Bravo participou da divisão até 66 kg (145 lbs) do Campeonato Mundial de Submission da ADCC como faixa marrom, após vencer as seletivas norte-americanas. Bravo derrotou Gustavo Dantas na rodada eliminatória por mata-leão, em um resultado considerado uma surpresa.
Bravo então enfrentou o tetracampeão mundial e tricampeão do ADCC Royler Gracie nas quartas de final. Durante a luta, Bravo alternou posições superiores com Gracie de forma confortável, antes de aplicar seu jogo de rubber guard e finalizar com um triângulo em menos de nove minutos. Bravo foi derrotado na semifinal por Léo Vieira, que acabou vencendo o torneio.
Após retornar aos Estados Unidos, Bravo foi graduado faixa-preta por Jean Jacques Machado e, posteriormente, abriu sua primeira escola da 10th Planet Jiu-Jitsu em Los Angeles, Califórnia — um sistema de jiu-jitsu voltado exclusivamente para o estilo sem kimono (no-gi).
Em 2014, após ambos estarem afastados das competições por anos, Bravo e Royler Gracie concordaram em fazer uma nova luta de submission. A luta foi disputada sob regras de finalização sem limite de pontos e com duração de vinte minutos, ocorrendo no Metamoris III. Bravo começou puxando para a quarter guard e defendeu os ataques por cima de Royler antes de passar ao ataque por volta do oitavo minuto. Após algumas trocas de posição entre os dois competidores, Bravo conseguiu aplicar uma série de ataques a partir da meia-guarda, colocando Gracie em uma posição conhecida como "electric chair". Nos minutos finais, Bravo encaixou uma chave de panturrilha, mas Gracie se recusou a bater, e como o tempo se esgotou, a luta terminou empatada.

## Carreira como promotor
Também em 2014, Bravo fundou o Eddie Bravo Invitational (EBI), um torneio de grappling sem kimono com finalizações como única condição de vitória. Em 2016, foi anunciado que o EBI firmou uma parceria com o UFC para a transmissão dos eventos pela plataforma de streaming Fight Pass. Posteriormente, Bravo introduziu o Combat Jiu-Jitsu em seus eventos — uma variação do grappling que permite golpes com as mãos abertas enquanto os atletas estão no chão.
Após o EBI 17, realizado em 29 de setembro de 2018, Bravo se afastou da organização do torneio para se dedicar exclusivamente ao desenvolvimento do Combat Jiu-Jitsu. Foi então que ele passou a realizar os Campeonatos Mundiais de Combat Jiu-Jitsu, que continuam sendo promovidos por ele até hoje. Após diversas edições do CJJ World Championship, Bravo anunciou que o Eddie Bravo Invitational retornaria em 2022, após quase quatro anos de hiato.
Paralelamente, Bravo lançou um novo projeto que combinaria os formatos do EBI e do CJJ em um único evento, exclusivo para competidoras do sexo feminino. O resultado foi o Medusa Female-Only Jiu-Jitsu, que realizou seu primeiro evento com sucesso em 2 de outubro de 2021, apresentando um torneio EBI na categoria peso-palha e um torneio CJJ na categoria peso-galo.
Bravo realizou o primeiro EBI Open Tournament oficial em 17 de junho de 2024, em El Paso, Texas. Ele também criou o Jiu-Jitsu Overdose, uma semana de celebração do grappling com eventos de todas as suas promoções existentes, com estreia marcada para acontecer entre 11 e 16 de dezembro de 2024.

## Linhagem de instrutores
Mitsuyo Maeda → Carlos Gracie Sr. → Carlos Gracie Jr. → Jean Jacques Machado → Eddie Bravo

## Registro no submission grappling
| 7 lutas, 5 vitórias (3 finalizações), 1 derrota, 1 empate |        |                |                         |                                    |                |                      |                         |
| Resultado                                                 | Cartel | Oponente       | Método                  | Evento                             | Categoria      | Data                 | Local                   |
| Empate                                                    | 5–1–1  | Royler Gracie  | Empate                  | Metamoris 3                        | Peso combinado | 29 de março de 2014  | Los Angeles, Califórnia |
| Derrota                                                   | 5–1    | Leo Vieira     | Pontos                  | Campeonato Mundial do ADCC         | –66 kg         | 18 de maio de 2003   | São Paulo               |
| Vitória                                                   | 5–0    | Royler Gracie  | Finalização (triângulo) | Campeonato Mundial do ADCC         | –66 kg         | 17 de maio de 2003   | São Paulo               |
| Vitória                                                   | 4–0    | Gustavo Dantas | Finalização (mata-leão) | Campeonato Mundial do ADCC         | –66 kg         | 17 de maio de 2003   | São Paulo               |
| Vitória                                                   | 3–0    | Alan Teo       | Pontos                  | Campeonato Norte-Americano do ADCC | –66 kg         | 5 de outubro de 2002 | Los Angeles, Califórnia |
| Vitória                                                   | 2–0    | Shawn Krysa    | Pontos                  | Campeonato Norte-Americano do ADCC | –66 kg         | 5 de outubro de 2002 | Los Angeles, Califórnia |
| Vitória                                                   | 1–0    | Mark Ashton    | Finalização (mata-leão) | Campeonato Norte-Americano do ADCC | –66 kg         | 5 de outubro de 2002 | Los Angeles, Califórnia |

## Vida pessoal
Bravo tem um filho nascido em 2012. Bravo é um defensor declarado da maconha, atribuindo, em 2006, parte de seu sucesso inicial — como a criação da rubber guard — ao uso regular da substância.
Frequentemente provocador e convidado regular do podcast The Joe Rogan Experience, Bravo é conhecido por apoiar teorias da conspiração, como a da Terra plana, a de um Governo mundial único, e as teorias de demolição controlada do 11 de setembro.
Ele também comanda seu próprio podcast, chamado Look Into It, no qual entrevista lutadores, comediantes, músicos e outros entusiastas de teorias da conspiração com uma abordagem "red pilled".

## Mídia

### Livros
- Jiu Jitsu Unleashed (2005)
- Mastering the Rubber Guard (2006)[28]
- Mastering the Twister (2007)[29]
- Advanced Rubber Guard (2014)[30]

### DVDs
- The Twister
- Mastering the Rubber Guard
- Mastering the Twister

### Filmografia
| Ano  | Título                                 | Papel      |
| ---- | -------------------------------------- | ---------- |
| 2001 | Life in the Cage                       | Ele mesmo  |
| 2007 | American Drug War: The Last White Hope | Ele mesmo  |
| 2008 | Inside MMA                             | Ele mesmo  |
| 2009 | MMA Worldwide                          | Ele mesmo  |
| 2011 | Never Back Down 2: The Beatdown        | D.J. Bravo |
| 2011 | Human Weapon                           | Ele mesmo  |
| 2012 | The Roots of Fight                     | Ele mesmo  |
| 2014 | LatiNation                             | Ele mesmo  |
| 2015 | Jiu-Jitsu vs The World                 | Ele mesmo  |